# Шробенхаузен
Шробенхаузен (нем. Schrobenhausen) — город в Германии, в земле Бавария.
Подчинён административному округу Верхняя Бавария. Входит в состав района Нойбург-Шробенхаузен. Население составляет 15 984 человека (на 31 декабря 2010 года). Занимает площадь 75,31 км². Официальный код — 09 1 85 158.
С 1912 года в районе города Шробенхаузен выращивается спаржа, в 1985 году здесь был открыт музей спаржи.

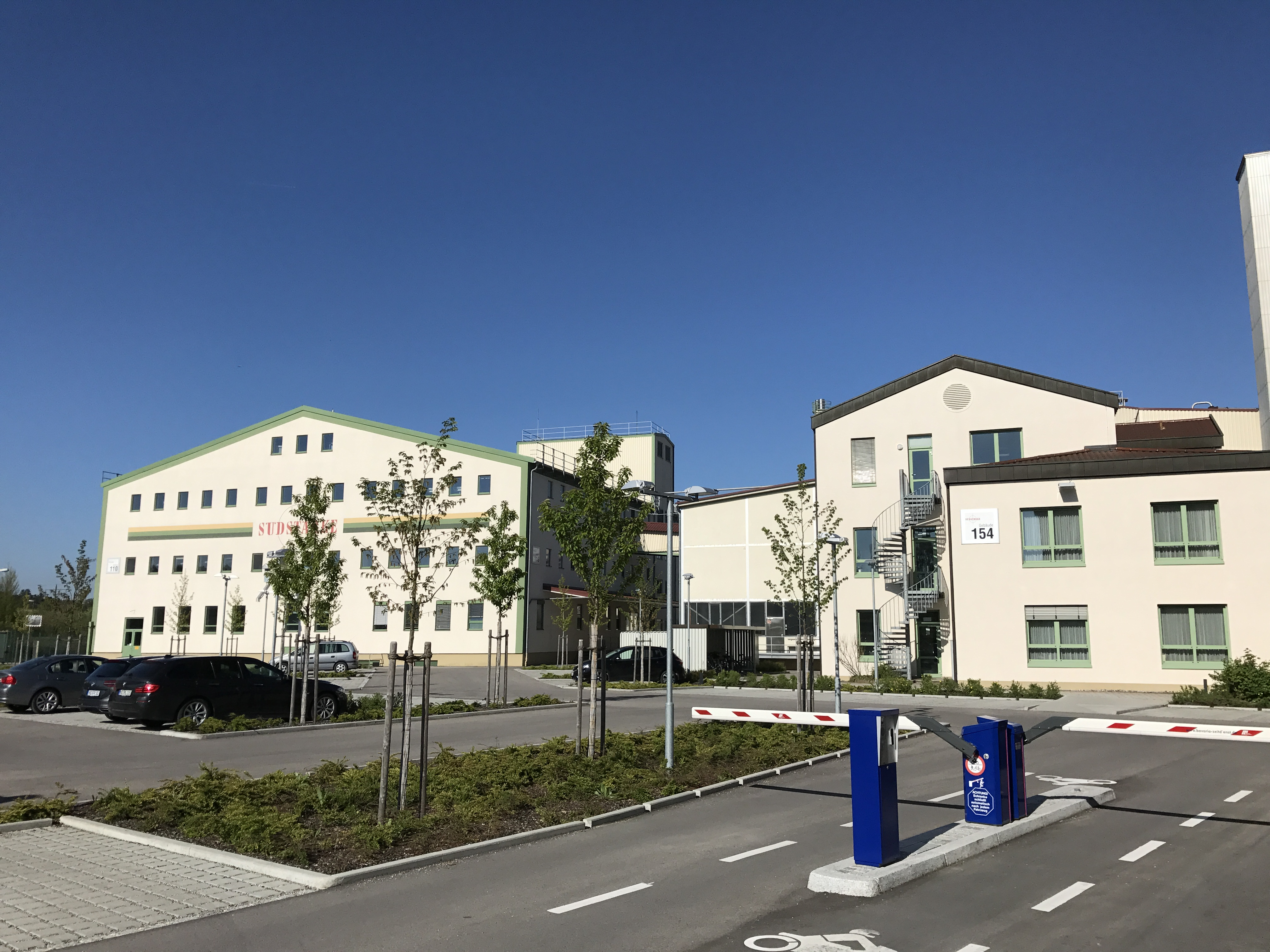
Фабрика по производству картофельного крахмала фирмы Südstärke, 2017.

Крупнейшими работодателями города являются предприятия Agfa, Bauer AG — строительная и машиностроительная компания, котирующаяся на бирже, оружейная компания MBDA Deutschland, Südstärke и Xella (строительные материалы).